# Indian Wells Open 2001 - Qualificazioni doppio maschile
Le qualificazioni del doppio maschile dell'Indian Wells Open 2001 sono state un torneo di tennis preliminare per accedere alla fase finale della manifestazione. I vincitori dell'ultimo turno sono entrati di diritto nel tabellone principale. In caso di ritiro di uno o più giocatori aventi diritto a questi sono subentrati i lucky loser, ossia i giocatori che hanno perso nell'ultimo turno ma che avevano una classifica più alta rispetto agli altri partecipanti che avevano comunque perso nel turno finale.
Le qualificazioni del doppio del torneo Indian Wells Open 2001 prevedevano 8 coppie partecipanti di cui 2 sono entrate nel tabellone principale.

## Teste di serie
1. Tomáš Cibulec /  Leoš Friedl (primo turno)
2. Julien Boutter /  Fabrice Santoro (primo turno)

1. Simon Aspelin /  Johan Landsberg (ultimo turno)
2. Marius Barnard /  Andrew Kratzmann (ultimo turno)

## Tabellone

### Legenda
| - Q = Qualificato - WC = Wild card - LL = Lucky loser | - ALT = Alternate - SE = Special Exempt - PR = Protected Ranking | - w/o = Walkover - r = Ritirato - d = Squalificato |

### Sezione 1
|  | Primo turno | Primo turno                       | Primo turno                       | Primo turno | Primo turno |  |  | Ultimo turno | Ultimo turno                    | Ultimo turno                    | Ultimo turno | Ultimo turno |  |
|  |             |                                   |                                   |             |             |  |  |              |                                 |                                 |              |              |  |
|  |             | Àlex Corretja Albert Costa        | Àlex Corretja Albert Costa        | 6           | 6           |  |  |              |                                 |                                 |              |              |  |
|  | 1           | Tomáš Cibulec Leoš Friedl         | Tomáš Cibulec Leoš Friedl         | 4           | 1           |  |  |              | Àlex Corretja Albert Costa      | Àlex Corretja Albert Costa      | 6            | 7            |  |
|  | 4           | Marius Barnard Andrew Kratzmann   | Marius Barnard Andrew Kratzmann   | 6           | 7           |  |  | 4            | Marius Barnard Andrew Kratzmann | Marius Barnard Andrew Kratzmann | 4            | 63           |  |
|  |             | Arnaud Clément Sébastien Grosjean | Arnaud Clément Sébastien Grosjean | 4           | 63          |  |  |              |                                 |                                 |              |              |  |

### Sezione 2
|  | Primo turno | Primo turno                    | Primo turno                    | Primo turno | Primo turno |  |  | Ultimo turno | Ultimo turno                  | Ultimo turno                  | Ultimo turno | Ultimo turno |  |
|  |             |                                |                                |             |             |  |  |              |                               |                               |              |              |  |
|  |             | Paul Goldstein Jim Thomas      | Paul Goldstein Jim Thomas      | 7           | 6           |  |  |              |                               |                               |              |              |  |
|  | 2           | Julien Boutter Fabrice Santoro | Julien Boutter Fabrice Santoro | 65          | 2           |  |  |              | Paul Goldstein Jim Thomas     | Paul Goldstein Jim Thomas     | 6            | 6            |  |
|  | 3           | Simon Aspelin Johan Landsberg  | Simon Aspelin Johan Landsberg  | 7           | 6           |  |  | 3            | Simon Aspelin Johan Landsberg | Simon Aspelin Johan Landsberg | 1            | 2            |  |
|  |             | Brent Haygarth Eyal Ran        | Brent Haygarth Eyal Ran        | 64          | 3           |  |  |              |                               |                               |              |              |  |